# ويليام أمبروز رايت
ويليام أمبروز رايت (بالإنجليزية: William Ambrose Wright)‏ هو سياسي أمريكي، ولد في 18 يناير 1844، وتوفي في 13 سبتمبر 1929.
1. 1 2   https://archive.org/details/representativege00hamh/page/29. {{استشهاد ويب}}: |url= بحاجة لعنوان (مساعدة) والوسيط |title= غير موجود أو فارغ (من ويكي بيانات) (مساعدة)
2. 1 2  Chattanooga Daily Times (بالإنجليزية), Chattanooga, QID:Q100288614